# Cladocora arbuscula
Cladocora arbuscula is een rifkoralensoort uit de familie van de Caryophylliidae. De wetenschappelijke naam van de soort is voor het eerst geldig gepubliceerd in 1821 door Lesueur.